# Maurice Lusien
Maurice Lusien (* 17. August 1926 in Paris; † 10. März 2017) war ein französischer Schwimmer, der 1948 und 1952 an den Olympischen Spielen teilgenommen hat.
1950 wurde er zudem Vizeeuropameister über 200 m Brust hinter dem Deutschen Herbert Klein.